# 漫画誕生
『漫画誕生』(まんがたんじょう)は、2018年製作、2019年11月30日公開の日本映画。明治から昭和初期にかけて活躍し、『漫画』を今日的な用法で初めて用い、日本における近代漫画の祖とされる北沢楽天の半生を描いた伝記映画。大木萠監督作品。

## あらすじ

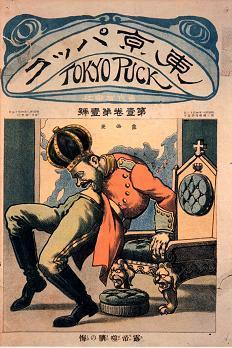
北沢楽天による東京パック創刊号の表紙画。作中に登場する楽天の代表的な作品の一つ。

昭和18年(1943年)、日本。太平洋戦争が激化していくなか、北沢楽天は国策として漫画を統制する組織「日本漫画奉公会」の会長に就任するが、漫画家としては既に第一線を退き、双璧を成した岡本一平などに押され過去の人となりつつあった。そんなある日、彼は内務省の検閲課に呼ばれ出頭する。検閲官・古賀に促されるまま、北沢は自らの華々しい過去を語り始める。物語は、漫画家の過去や現在を行き戻りつつ、検閲官との議論を通して進んでいく。
明治32年(1899年)、福沢諭吉に見出されて時事新報社に入社した彼は、それまで新聞絵の主流であった程度の低いポンチ絵から、「漫画」という表現方法によってより風刺性の高い作品を読者に提供しようと奮闘する。そんな折、楽天は旅順陥落によって湧く東京で偶然出会った宮武外骨に感化され、風刺漫画雑誌の立ち上げを決意する。その名は、『東京パック』であった。「時事漫画」や雑誌のヒットにより職業漫画家として頭角を現していった彼は、妻も迎え、社会的な成功を収めていた。だが、明治43年(1910年)、大逆事件が勃発、かつて互いの切磋琢磨を誓いあった親友が社会主義運動に関与していたことで逮捕される。過去との訣別のため、楽天は、親友が成功を祝して送ってくれた絵葉書を燃やすのだった。
後進の育成や、引き続き風刺画の制作も手掛ける一方で、政治家の大物たちとも交流を深めていく北沢。彼を迎合的だと謗る声もあり、弟子やライバルも裏腹に成功していく。昭和に入っても、パリで個展を成功させるなど冨貴には恵まれていたが、自身の作家性としてのあり方には背を向けていた。
検閲官との対話の中で、自分が何を描きたいのかという疑問を突きつけられた楽天は、帰宅していのから紐で結ばれた巻紙を差し出される。開くとそれは結婚前に楽天が描いた彼女の似顔絵だった。それを見て、彼は慟哭するのだった。
戦後、父祖の地である大宮へ隠遁することになった楽天は、戦没者の遺族に似顔絵を無償で描きながらいのと平和に過ごしていた。大宮神社からの帰り道、楽天は本屋の軒先に並んでいる新発売の漫画本『新宝島』の前で足を止める。

## キャスト
北沢楽天
演 - イッセー尾形 - 橋爪遼(青年期)
日本初の職業漫画家。
北沢いの
演 - 篠原ともえ
楽天の妻。夫に寄り添った生き方をする。
検閲官・古賀
演 - 稲荷卓央
楽天を内務省まで招き、彼の足跡について尋ねる。
粕屋たま
演 - とみやまあゆみ
北沢家の女中。楽天を小うるさく思っているが、いのとは仲が良い。
福沢諭吉
演 - モロ師岡
楽天の素質を見出し、時事新報に入社させる。
中村弥二郎
演 - 森田哲矢（さらば青春の光）
有楽社の社主。楽天と共に『東京パック』を立ち上げる。通称は「中村有楽」。
編集者・丸山
演 - 東ブクロ（さらば青春の光）
有楽社の社員で、『東京パック』の編集者となる。
内務大臣・平田
演 - 緒方賢一
大逆事件が勃発した際の内務大臣。フルネームは「平田東助」。
近藤日出造
演 - 吉岡睦雄
岡本一平の弟子。
横山隆一
演 - 芹沢興人
楽天と面会した青年漫画家。酒場で、楽天を「時代遅れである」と正面切って告げる。
杉浦幸雄
演 - 中村無何有
岡本一平の弟子。
小川治平
演 - 櫻井拓也
楽天の最大の盟友。大正期の「時事漫画」を支えたが、早逝する。
坂本繁二郎
演 - 江刺家伸雄
『東京パック』の寄稿者だった1人。のちに洋画家として大成する。
川端龍子
演 - 祁答院雄貴
『東京パック』の寄稿者だった1人。のちに 日本画家・俳人として大成する。
石井鶴三
演 - 安藤瑠一
『東京パック』の寄稿者だった1人。のちに彫刻家・洋画家として大成する。
下川凹天
演 - 藤原隆介
楽天の一番弟子。いのに師匠・楽天との馴れ初めを尋ねる。
岡本一平
演 - 南羽翔平
楽天と双璧を成した風刺漫画家。楽天に自身の作品の出来ばえを訊くが、楽天から入門の誘いを断る。なお南羽は2018年初頭に所属事務所を退所後、俳優業を行わず、消息がはっきりしていなかったが、2019年にこの1作のみ出演している。
宮武外骨
演 - 瓜生真之助
官憲から逃げ回っている在野系ジャーナリスト。楽天が『東京パック』を創刊するきっかけを作る。
まち子
演 - 秋月三佳
楽天、一心の下宿先で働く下女。国際情勢には疎いが、風刺画の面白さを読み解く。
岡倉一心
演 - 嶺豪一
楽天の下宿仲間・親友。社会主義者。のちに大逆事件に連座し逮捕される。
二葉
演 - 福永マリカ
楽天夫妻が隠遁した大宮で知り合った女学生。楽天が戦没者の似顔絵を描いて渡す。
菊奴
演 - 堀口ひかる
楽天、内務大臣・平田との会合に現れる。楽天の漫画を読んでいる。
初音
演 - 木下愛華
近藤の行きつけの酒場で働く女。
長崎抜天
演 - 榎本桜
楽天の弟子。
大熊大尉
演 - 亀岡孝洋
「漫画奉公会」で演説を行う軍人。楽天に大将と間違われる。
編集者・須藤
演 - うさみ航
秘書・阿部
演 - 遠山大介
新聞記者・新井
演 - 遠藤綱幸
楽天と政治家たちとの関係について、小川に探りを入れる。
千代
演 - 増田悠佳
マツ
演 - 村田綾
ヤエ
演 - 阪口彩
市駒
演 - 遠海まりこ
パリジェンヌ&女将
演 - 中田キャンディー（一人二役）
内務省職員
演 - 鈴木達也、吉本恒生
劇中劇
フランスの少年
演 - 新井美羽
パリジェンヌたち
演 - 小池舞、西山野園美、 西山乃利子、天羽るる (いずれも「Parfait」元メンバー)
アニメパート（声の出演）
茶目坊
演 - 清水マリ
楽天が生み出したキャラクターの第1号。
エノケン
演 - 山口勝平
言うまでもなく、「日本の喜劇王」とも呼ばれたコメディアンの榎本健一その人である。
杢兵衛
演 - さいたまんぞう
楽天が生み出したキャラクター。田吾作とコンビで登場する。
田吾作
演 - 三遊亭楽生
楽天が生み出したキャラクター。杢兵衛とコンビで登場する。
フクちゃん
演 - 加藤裕梨
ハナ子さん
演 - 吉富ちか
とんだはね子
演 - 桃河りか
楽天が生み出したキャラクター。 連載漫画として日本で最初の少女を主人公とした作品として知られている。
おさむ少年
演 - 森島亜梨紗
その名が暗示する通り、少年期の手塚治虫である。
少年の母
演 - 河内優美子
給仕
演 - 山口翔平

## スタッフ
- 監督：大木萠
- 制作統括：梁川信二
- プロデューサー：加瀬修一(contrail)、田村昌裕、大木萠
- 脚本：若木康輔、大木萠
- 撮影監督：高間賢治(J.S.C.)
- 編集：太田義則
- 発案：あらい太朗
- 音楽：住友紀人
- 照明：上保正道
- 録音：熊本直美
- 美術：坂入蛇虎
- 整音：岡本立洋
- 音響効果：竹内俊平
- 助監督：永関勇
- ヘアメイク：林摩規子
- 衣裳：日本芸能美術
- スタイリスト：石月奈々子
- 着付：望月美奈子
- 美粧/結髪：山田かつら - 林田まゆみ、中野奈緒、梅田文子
- 制作担当：坂入智広
- ロケ協力：加藤家住宅主屋(さいたま市)、ファーム・インざき山、深井家長屋門、武蔵一宮氷川神社、清水園、京料理ほそい、ふな又うなぎ川魚料理、沖田屋、桜茶屋、武蔵第六天神社、岩槻郷土資料館、中島せんべい屋、二木屋、入間市文化会館アトリエAMIGO!、旧山崎家別邸(川越市)、成勝園、川越人力車いつき屋、さぎ山記念公園、サン・ハウジング・ワークス、大巧テクノ、フェアウェイ、川崎人形、はっこん家、パン工房ボヌール

### スタッフ(アニメパート)
- アニメーション制作：Creators in Pack[1]
- アニメ監督：ひらさわひさよし
- 画コンテ：前澤大樹
- キャラクターデザイン：あすかけん
- 背景：藤井龍二、おかべりか
- アニメ演出：おゆなむ
- 原画：徳田悦郎、若山佳治
- 動画・仕上げ：神龍
- 色彩設計・指定検査：入江千尋
- 撮影監督・撮影：平塚亮
- 2Dworks：上地美雪、高原久弥
- アニメ編集：太田義人
- 音響監督：ひらさわひさよし
- 録音・調整：竹内俊平(オンリード)
- 音響制作：Cloud22
- 制作進行：原田慶一

## 主題歌
『あなたを想ってる(楽天Ver.)』
- 作詞・作曲：あらい太朗
- 編曲：住友紀人
- 歌：結城安浩

## 公開
当初、2018年初夏に公開を予定されていたが、出演俳優の橋爪遼の逮捕により一時延期された。橋爪の他の出演作品が公開停止・カットされるなか、製作委員会は公開を決断。最終的に、2018年10月の東京国際映画祭上映を経て、2019年11月30日に劇場公開された。